# Patricio Toledo
Patricio Armando Toledo Toledo (Santiago del Cile, 14 luglio 1962) è un ex calciatore cileno, di ruolo portiere.

## Palmarès

### Club

#### Competizioni nazionali
- Campionato cileno: 1

Universidad Católica: 1984
- Coppa del Cile: 3

Universidad Católica: 1983, 1991, 1995

#### Competizioni internazionali
- Coppa Interamericana: 1

Universidad Católica: 1994

### Individuale
- Equipo Ideal de América: 1

1991